# Richard Harrison
Richard Harrison, född 26 maj 1936 i Salt Lake City, Utah, är en amerikansk skådespelare, mest känd som stjärna i europeiska och asiatiska B-filmer.
Harrison föddes i Salt Lake City i Utah och flyttade till Kalifornien under sina sena tonår. Efter ett antal mindre filmroller i Hollywood fick han huvudrollen i den italienska filmen Il gladiatore invincibile (1961) och han kom att fortsätta sin karriär i Italien under de följande två decennierna. Där medverkade han i svärd och sandal-filmer, spaghettiwestern- och spionfilmer. Han erbjöds huvudrollen i Sergio Leones För en handfull dollar (1964) men tackade nej och rekommenderade Clint Eastwood för rollen, som gjorde honom till en stor stjärna.
Under 1970-talet minskade hans popularitet i takt med spaghettiwestergenrens och Harrison började arbeta i lågbudgetfilmer även utanför Italien, bland annat i Asien. Han gjorde ett antal filmer i Filippinerna. I Hongkong medverkade han i mitten av 1980-talet i ett par ninjafilmer regisserade av Godfrey Ho. De scener han filmat kom dock att klippas in i ett stort antal orelaterade filmer, vilket lett till att Harrison ovetandes kom att medverka i dussintals ninjafilmer. Besviken över detta flyttade han tillbaka till Kalifornien och avbröt sin skådespelarkarriär. Han har sedan drivit elektronikfirman Gladiator Electronics tillsammans med sin son.